# يوزيب تاديتش

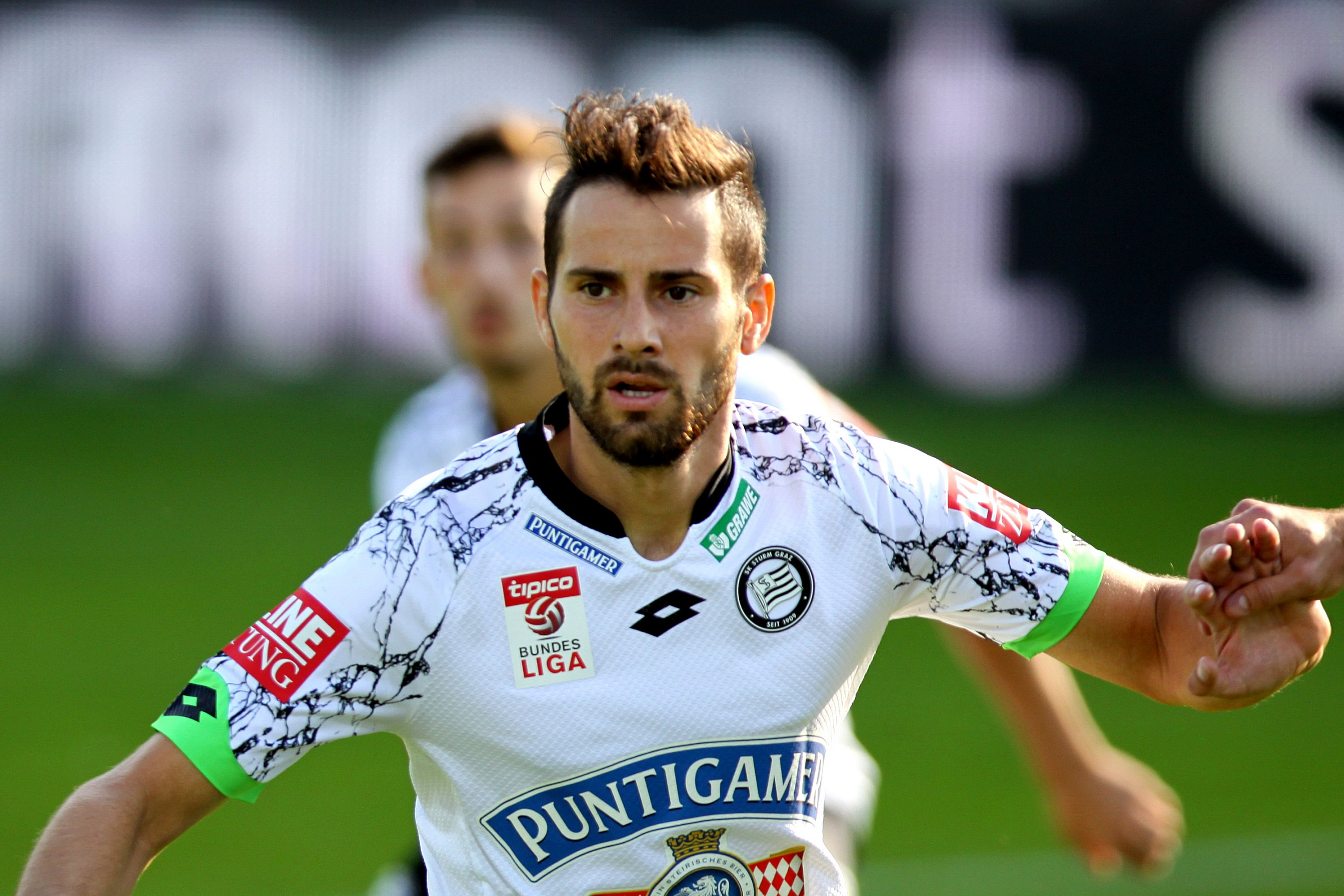
يوزيب تاديتش

يوزيب تاديتش (بالكرواتية: Josip Tadić)‏ (مواليد 22 أغسطس 1987 في داكوفو - يوغوسلافيا) لاعب كرة قدم كرواتي يلعب حاليا لصالح نادي الدرجة الأولى غرونوبل الفرنسي منذ 2009 في مركز المهاجم .

## روابط خارجية
- يوزيب تاديتش على موقع الاتحاد الأوربي (الإنجليزية)
- يوزيب تاديتش على موقع اتحاد كرواتيا (الكرواتية)
- يوزيب تاديتش على موقع اتحاد تركيا (لاعب) (الإنجليزية)
- يوزيب تاديتش على موقع رابطة كرة القدم الفرنسية للمحترفين (الإنجليزية)
- يوزيب تاديتش على موقع قاعدة بيانات كرة القدم.إي يو (الإنجليزية)
- يوزيب تاديتش على موقع بيانات كرة القدم. دي إي (الألمانية)
- يوزيب تاديتش على موقع Soccerbase.com (لاعب) (الإنجليزية)
- يوزيب تاديتش على موقع Soccerway.com (الإنجليزية)
- يوزيب تاديتش على موقع عالم كرة القدم.نت (الإنجليزية)